# カルダングリル
暗号技術において、カルダングリル（Cardan grille）とは、分置式暗号を生成また復号するために使われる鍵となる道具のことである。
ルネサンス期イタリアの数学者ジェロラモ・カルダーノ(Gerolamo Cardano)によって考案され、1550年の著書『De subtilitate rerum』で紹介された。

## 概要
通常、カルダングリルは特定の場所に穴をあけたカードの形状をしていて、手紙等に秘匿された文章を読み出すには、手紙の上にグリルを重ねて穴から見える文字を拾い上げるだけである。
一方、手紙に秘匿したい文章を埋め込みたいときには、用紙の上にグリルを重ね、穴の空いた場所に一文字ずつ書き込み、その後、残りの場所に不自然にならないように作文することになる。
このように通常の文章の、グリルによって決まる特定の場所に、文章を分散させて埋め込む方式のため分置式と分類されるが、ステガノグラフィの一種でもある。

### グリルの使用例

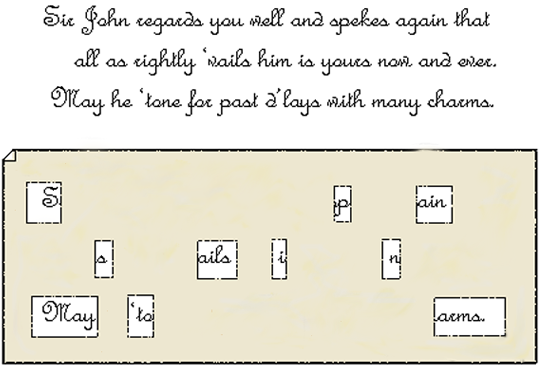
カルダン・グリル模式図

右の模式図では、文章が書かれており、
Sir John regards you well and spekes again that
all as rightly 'vails him is yours now and ever.
May he 'tone for past d'lays with many charms.
と手紙文が書かれているが、グリルを当てると文字が浮かび上がり：
S-p-ain / s-ails i-n / May 'to arms.
「スペインは五月に戦に向け出航する」となる。

## 変形
1881年にフライスナー大佐が回転グリル暗号を発表している。Fleissner Grill、あるいは Grille du Colonel Fleissner。
カルダングリルと同じく穴を空けたカードを利用するが、正方形のカードを使い、90度ずつ回転させながら文字を埋め込んでいくところが異なる。穴をあける場所をうまく配置すると４回で過不足なく用紙を埋め尽くすことができる。
回転グリル暗号はカルダングリルとは違い、転置式暗号である。ジュール・ヴェルヌの小説『Mathias Sandorf』では回転グリル暗号が使われている。